# Olga Cristea
Olga Zaporojan (născută Cristea, n. 13 decembrie 1987, Chișinău, RSS Moldovenească, URSS) este o fostă atletă din Republica Moldova specializată în alergări pe distanța de 800 m.

## Carieră
Recordul său personal este de 2:00,12 (minute) stabilit la Jocurile Olimpice de vară din 2008 din Beijing. Olga Cristea a câștigat medalia de argint la campionatul mondial de juniori din 2003 și medalia de aur la juniori la campionatul mondial din 2006 din Beijing. A participat și la Jocurile Olimpice de vară din 2004 din Atena și ulterior la cele din 2008.
În iulie 2010 ea a primit o suspendare pentru doi ani după ce a fost depistată pozitiv cu un nivel de testosteron supra-ridicat.

## Palmares
| An                                  | Competiție                                 | Locație                             | Loc                                 | Eveniment                           | Note                                |
| Competitor pentru Republica Moldova | Competitor pentru Republica Moldova        | Competitor pentru Republica Moldova | Competitor pentru Republica Moldova | Competitor pentru Republica Moldova | Competitor pentru Republica Moldova |
| ----------------------------------- | ------------------------------------------ | ----------------------------------- | ----------------------------------- | ----------------------------------- | ----------------------------------- |
| 2003                                | Campionatul Mondial de Juniori (sub 18)    | Sherbrooke, Canada                  | 2                                   | 800 m                               | 2:04,30                             |
| 2003                                | Festivalul Olimpic al Tineretului European | Paris, Franța                       | 1                                   | 800 m                               | 2:05,61                             |
| 2004                                | Jocurile Olimpice                          | Atena, Grecia                       | 31                                  | 800 m                               | 2:05,61                             |
| 2005                                | Campionatul European de Juniori (sub 20)   | Kaunas, Lituania                    | 3                                   | 800 m                               | 2:03,08                             |
| 2006                                | Campionatul Mondial de Juniori (sub 20)    | Beijing, China                      | 1                                   | 800 m                               | 2:04,52                             |
| 2007                                | Universiada                                | Bangkok, Thailanda                  | 4                                   | 800 m                               | 2:01,84                             |
| 2008                                | Jocurile Olimpice                          | Beijing, China                      | 18                                  | 800 m                               | 2:05,61                             |
| 2009                                | Universiada                                | Belgrad, Serbia                     | 2                                   | 800 m                               | 2:03,49                             |
| 2009                                | Campionatele Europene – U23                | Kaunas, Lituania                    | 8                                   | 800 m                               | 2:04,36                             |
| 2009                                | Campionatul Mondial                        | Berlin, Germania                    | 23                                  | 800 m                               | 2:03,99                             |

## Recorduri personale
| Probă | Performanță | Dată           | Locație |
| ----- | ----------- | -------------- | ------- |
| 800 m | 2:00,12     | 16 august 2008 | Beijing |